# Кейтеринг
Кейтеринг (англ. catering від cater — «постачати провізію») — спосіб підприємництва, пов'язаний з наданням послуг харчування на виїзді в таких місцях, як готель, лікарня, паб, літак, круїзне судно, парк, фестиваль, місце зйомок або кіностудія. Це підприємства і служби, що надають підрядні послуги з організації харчування співробітників компаній і приватних осіб у приміщенні та на виїзному обслуговуванні, а також здійснюють обслуговування заходів різного призначення і роздрібний продаж готової кулінарної продукції. На практиці під кейтерингом розуміють не тільки приготування їжі та її доставля́ння, але й обслуговування персоналом, оформлення столу, розливання і подача напоїв гостям і подібні послуги.

## Види кейтерингу
Види кейтерингу розрізняють за місцем, способом надання послуг та їхньою вартістю: подієвий кейтеринг (харчування гостей на приватному святі чи торгова точка на загальноміському святі), харчування на транспорті (в тому числі авіаційний кейтеринг, або бортове харчування), соціальне харчування (корпоративне харчування, освітні та медичні установи, виправні заклади, армія і тощо)
- Приготування їжі в приміщенні;
- Приготування їжі поза приміщенням (виїзне ресторанне обслуговування);
- Контракт на поставку (доставка в офіс);
- Соціальний кейтеринг;
- Роздрібний продаж готової кулінарної продукції;
- VIP-кейтеринг;
- Кейтеринг напоїв і коктейлів (виїзний бар);
- Авіакейтеринг;
- Концертний кейтеринг (виконання вимог райдера артистів);
- Медичний кейтеринг (організація харчування для закладів охорони здоров'я);
- Інші.

## Види виїзного ресторанного обслуговування
Існує кілька видів виїзного ресторанного обслуговування:
- Фуршет;
- Шведський стіл;
- Кава-брейк;
- Коктейль;
- Пікнік або барбекю;
- Бенкет;
- Доставка обідів.

## Історія
Світовий ринок кейтеринг-індустрії почав активно розвиватися в США на початку XX століття під час масштабного будівництва хмарочосів, для організації харчування численних робочих. Одночасно ідея отримала швидке поширення як спосіб забезпечення харчування співробітників великих промислових підприємств і офісних працівників бізнес-центрів США і Європи з метою більш ефективної організації робочого дня.

## Сезонні особливості кейтерингу
Сезонність є характерною рисою галузі. Протягом року формат і тематика проведених заходів змінюються, і багато в чому залежать від свят, що відзначаються в цей період, а також погодних умов. За даними компанії Compass Group, сезонність в кейтерингу характеризується прогнозованими кількісними показниками прибутку, які залишаються майже постійними для кожного сезону з року в рік.
Перший активний сезон припадає на грудень, в якому кількість замовлень досягає максимуму в другій половині місяця, і саме початок січня. Це пов'язано зі святкуванням Нового року і Різдва Христового. Найбільший попит мають такі формати заходів сезону як бенкет та буфет (фуршет). В цілому на грудень - початок січня припадає близько 25-30% замовлень від загальнорічної кількості. 

Другий сезон охоплює квітень, травень і, частково, червень. Переважають заходи, пов'язані з випускними вечорами, весіллями, корпоративними святами, проведеними на відкритому повітрі. У цей період також популярні заходи «тім-білдингу», корпоративів. Формат кейтерингового обслуговування — пікнік, барбекю, буфет (фуршет). На другий сезон припадає близько 35-50% замовлень від загальнорічної кількості.
Третій пік характеризується бізнес-активністю і випадає на другу половину вересня, жовтень та першу частину листопада. В основному послуги кейтерингових компаній мають попит на презентаціях, виставках, бізнес-тренінгах, семінарах, пресконференціях. Основні формати заходів — кава-брейк, коктейль, буфет (фуршет). Цей період приносить власникам кейтерингових компаній близько 30-35% від загальнорічного числа замовлень. Найбільш непродуктивними місяцями для кейтерингових компаній є січень, лютий і листопад. У цьому сезоні мають попит в основному вечері, коктейлі та приватні заходи. На їх частку припадає менше ніж 10 % від загального числа замовлень. Однак бувають і винятки, коли сезон не має значення. Приміром, якщо в той чи інший період часу проходять масштабні міжнародні форуми, спортивні змагання, які мають на увазі велику кількість учасників (туристів, вболівальників), в тому числі перших осіб держав, делегацій з різних країн світу.
За даними групи компаній «Fusion Management», яка була основним оператором харчування на Зимових Олімпійських та Паралімпійських іграх 2014 року, період лютий-квітень року став вельми успішним для кейтерингу, а в Сочі була об'єднана ділова і святкова програма, мали попит практично всі формати харчування: лінія роздачі, шведський стіл, фуршет, бенкет, концесії (буфет), стріт-фуд. Всього послугами кейтерингових компаній на Олімпіаді та Паралімпіаді 2014 скористалися понад 1 500 000 осіб, у тому числі спортсмени та міжнародні делегації з десятків країн світу. Крім того, багато компаній і державні відомства, залучені в підготовці до Ігор 2014 року, перенесли святкування корпоративного Нового року, що також позначилося на сезонному прибутку кейтерингових компаній.

## Кейтеринг в Україні
Перші зачатки кейтерингу з'явилися в Україні в середині 1990-х. Ідея ощасливити «голодуючі» фірми прийшла скоріше всього, не з Заходу (як більшість нових видів бізнесу), а зародилася в широких верствах населення як відповідь на вимогу часу. Паралельно зі стихійно виниклим «нецивілізованим» ринком кейтеринг-послуг з'явилися і перші великі спеціалізовані фірми. У 1996 році на арену вийшла вітчизняна компанія «Гетьман — Фуршет», що стала на деякий час монополістом у цій галузі.
У 2002 році була заснована компанія «Фігаро-Кейтеринг». З моменту її створення почалося формування культури кейтерингу в Україні.